# 인간의 교육
《인간의 교육》(독일어: Die Menschenerziehung)은 독일의 교육학자 프리드리히 프뢰벨의 저서로 프뢰벨이 유일하게 교육학적 체계 및 근거를 세우고 저술한 책이다. 

## 작품 소개
유치원 및 유치원 교육학의 아버지로 불리는 프뢰벨은 오늘날의 어린이 이해와 유아교육 전반에 지대한 영향을 준 교육사상가요, 실천가다. 영미의 교육용어에서도 유치원을 독일어 ‘킨더가르텐(Kindergarten)’으로 명기하고 있으며, 유아교육의 역사에 그의 이름이 대표적으로 제시되는 것을 볼 때 프뢰벨의 유아교육 이론과 실천 노력은 교육학의 역사 전체에 한 획을 그었음에 틀림없다. 독일 튀링겐 지역의 작은 마을에서 태어난 프뢰벨은 일곱 달 만에 어머니를 여읜 뒤 모성애를 그리워하며 성장했다. 그렇게 성장기를 보낸 그가 아동기 초기에 어머니의 교육이 지니는 중요성을 페스탈로치로부터 계승하여 포괄적이고 독창적인 교육철학과 유아교육 이론으로 발전시키게 된 것은, 위대한 사상과 업적이 개별적 인간 내면의 필요와 갈망으로부터 나올 수 있음을 보여준다.
프뢰벨이 ≪인간의 교육≫에서 본래 계획하여 제시하려던 내용은 학교의 기초 단계 수업에 대한 것이다. 따라서 책 전반부에 서술된 어린이의 성장·발달 시기 구분에 따른 인간 이해 및 교육학적 근거에 대한 사유를 제외한다면 책의 구성 대부분이 학교교육의 교과 내용 및 그 수업에 대한 교육학적 설명을 담고 있다. 그럼에도 불구하고 ≪인간의 교육≫이 학교교육학 분야만의 저술로 평가되지 않는 이유는 이 책이야말로 프뢰벨이 유일하게 교육학적 체계 및 근거를 세우고 시작한 방대한 저서이기 때문이다.
자신의 사상을 풍부하게 표현해 낸 이 저서에서 프뢰벨은 어린이의 영혼에 대한, 특히 어린이의 발달에 대한 심오한 이해를 바탕으로 교육과 수업에 관한 포괄적이고 철학적인 해석을 제시한다. 성장 세대로 하여금 인간과 자연이 신성한 전체성에 그 뿌리를 내리고 있다는 사실을 의식하게 해주는 데 모든 교육의 진정한 의미가 있다. 성장 세대는 이러한 의식으로부터 자신의 삶을 형성하며 삶의 통일성을 갖게 된다.
인간의 자기규정과 자기활동이 지배적인 삶에서는 본성에 따르고 본성을 보호하는 교육과 수업이 추구됨으로써 어린이가 지닌 본원적 힘들이 스스로 발현된다. 외부의 힘에 의해 규정되고 요구되는 교육과 수업이란 본원적인 것이 훼손되고 숨겨진 곳에서나 시행될 수 있는 것이다.

## 서지 정보
- 정영근 역, 2009년, 지식을만드는지식[깨진 링크(과거 내용 찾기)] ISBN 978-89-6228-409-6